# Kapela Majke Božje Kraljice mira na Pantovčaku
Kapela Majke Božje Kraljice mira katolička je kapela koja se nalazi u zagrebačkoj četvrti Gornji Grad - Medveščak  ispred Osnovne škole Pantovčak. Pripremni radovi za njenu izgradnu započeli su u lipnju 1994. godine, a blagoslovio ju je kardinal Franjo Kuharić u lipnju 1997. godine.

## Galerija
- Pogled na kapelu s ulice